# Grande Prêmio da Alemanha de 1959
Resultados do Grande Prêmio da Alemanha de Fórmula 1 realizado em Berlim Ocidental em 2 de agosto de 1959. Sexta etapa da temporada, foi vencida pelo britânico Tony Brooks.

## Classificação da prova
| Pos. | Nº | Piloto              | Construtor      | Voltas | Tempo/Diferença | Grid | Pontos     |
| ---- | -- | ------------------- | --------------- | ------ | --------------- | ---- | ---------- |
| 1    | 4  | Tony Brooks         | Ferrari         | 60     | 2:09:31.6       | 1    | 9          |
| 2    | 6  | Dan Gurney          | Ferrari         | 60     | + 2.9           | 3    | 6          |
| 3    | 5  | Phil Hill           | Ferrari         | 60     | + 1:04.8        | 6    | 4          |
| 4    | 8  | Maurice Trintignant | Cooper-Climax   | 59     | + 1 volta       | 12   | 3          |
| 5    | 9  | Jo Bonnier          | BRM             | 58     | + 2 voltas      | 7    | 2          |
| 6    | 18 | Ian Burgess         | Cooper-Maserati | 56     | + 4 voltas      | 15   |            |
| 7    | 10 | Harry Schell        | BRM             | 49     | + 11 voltas     | 8    |            |
| Ret  | 2  | Bruce McLaren       | Cooper-Climax   | 36     | Transmissão     | 9    |            |
| Ret  | 11 | Hans Herrmann       | BRM             | 36     | Acidente        | 11   |            |
| Ret  | 3  | Masten Gregory      | Cooper-Climax   | 23     | Motor           | 5    |            |
| Ret  | 1  | Jack Brabham        | Cooper-Climax   | 15     | Transmissão     | 4    |            |
| Ret  | 16 | Graham Hill         | Lotus-Climax    | 10     | Câmbio          | 10   |            |
| Ret  | 15 | Innes Ireland       | Lotus-Climax    | 7      | Diferencial     | 13   |            |
| Ret  | 17 | Cliff Allison       | Ferrari         | 2      | Embreagem       | 14   |            |
| Ret  | 7  | Stirling Moss       | Cooper-Climax   | 1      | Transmissão     | 2    |            |
| FAT  | 12 | Jean Behra          | Behra-Porsche   |        | Acidente fatal  |      | [ nota 3 ] |
| WD   | 14 | Wolfgang von Trips  | Porsche         |        | Retirou-se      |      |            |

## Tabela do campeonato após a corrida
|   | Pos. | Piloto              | Pontos |
| - | ---- | ------------------- | ------ |
|   | 1    | Jack Brabham        | 27     |
|   | 2    | Tony Brooks         | 23     |
|   | 3    | Phil Hill           | 13     |
| 2 | 4    | Jo Bonnier          | 10     |
| 4 | 5    | Maurice Trintignant | 9      |

|  | Pos. | Construtor    | Pontos |
|  | ---- | ------------- | ------ |
|  | 1    | Cooper-Climax | 29     |
|  | 2    | Ferrari       | 24     |
|  | 3    | BRM           | 16     |
|  | 4    | Lotus-Climax  | 3      |

- Nota: Somente as primeiras cinco posições estão listadas. Apenas os cinco melhores resultados, dentre pilotos ou equipes, eram computados visando o título. Neste ponto esclarecemos: na tabela dos construtores figurava somente o melhor resultado dentre os carros de um mesmo time.